# Montanima
Montanima é um gênero de mariposa pertencente à família Acrolophidae.